# Portanus
Portanus är ett släkte av insekter. Portanus ingår i familjen dvärgstritar.

## Dottertaxa tillPortanus, i alfabetisk ordning[1]
- Portanus acerus
- Portanus avis
- Portanus bilineatus
- Portanus bimaculatus
- Portanus boliviensis
- Portanus castaneus
- Portanus caudatus
- Portanus cellus
- Portanus cephalatus
- Portanus chelatus
- Portanus cinctus
- Portanus corumba
- Portanus dentatus
- Portanus digitus
- Portanus dubius
- Portanus eburatus
- Portanus elegans
- Portanus eliasi
- Portanus facetus
- Portanus filamentus
- Portanus hasemani
- Portanus inflatus
- Portanus lex
- Portanus linnavuorii
- Portanus longicornis
- Portanus maculatus
- Portanus major
- Portanus marginatus
- Portanus marthae
- Portanus minor
- Portanus ocellatus
- Portanus perlaticeps
- Portanus pulchellus
- Portanus quadrinus
- Portanus retusus
- Portanus sagittatus
- Portanus spiniloba
- Portanus spinosus
- Portanus stigmosus
- Portanus tesselatus
- Portanus tridens
- Portanus uhleri
- Portanus variatus
- Portanus vittatus
- Portanus youngi